# Charkhari
Charkhari (hindi चरखारी) – miasto w północnych Indiach w stanie Uttar Pradesh, na Nizinie Hindustańskiej.
Populacja miasta w 2001 roku wynosiła 23 823 mieszkańców.